# Dave Palumbo
David Christopher „Dave” Palumbo (ur. 17 lutego 1968 r. na Manhattanie w Nowym Jorku) – amerykański kulturysta, twórca „diety Palumbo”.

## Życiorys
Zamieszkiwał nowojorską dzielnicę Queens aż do czwartego roku życia, następnie wraz z rodziną przeniósł się do wólki o nazwie East Meadow, gdzie spędził okres dojrzewania.
Po raz pierwszy wziął udział w starciach kulturystycznych w 1990 roku; były to zawody naturalne organizowane przez federację National Physique Committee (NPC) w Nowym Jorku. Palumbo uplasował się na nich na pozycji szóstej. W 2003 roku w Las Vegas (stan Nevada) wystąpił podczas kolejnych naturalnych rozgrywek federacji NPC, tym razem w superciężkiej kategorii wagowej; zajął drugie miejsce. Z jego największym sukcesem wiążą się zmagania 2000 New York Metro Championships, których został całkowitym zwycięzcą. Od roku 2004 nie udziela się aktywnie w sporcie kulturystycznym. Od jego nazwiska nazwano częstą przypadłość kulturystów, czyli palumboizm.
Był redaktorem naczelnym strony internetowej musculardevelopment.com, obecnie zaś koncentruje się na własnych markach: firmie suplementacyjnej SPECIES NUTRITION oraz portalu internetowym RxMuscle.com o tematyce kulturystycznej.

## Warunki fizyczne
- wzrost: 180 cm
- waga w sezonie: 119 kg
- waga poza sezonem: 143 kg
- obwód ramienia: 59 cm
- obwód uda: 86 cm
- obwód talii: 90 cm (Dave twierdzi, że nigdy nie nosił spodni których obwód pasa przekraczał 36 cali [około 90 cm])
- obwód łydki: 53 cm

## Osiągnięcia
- 1990:

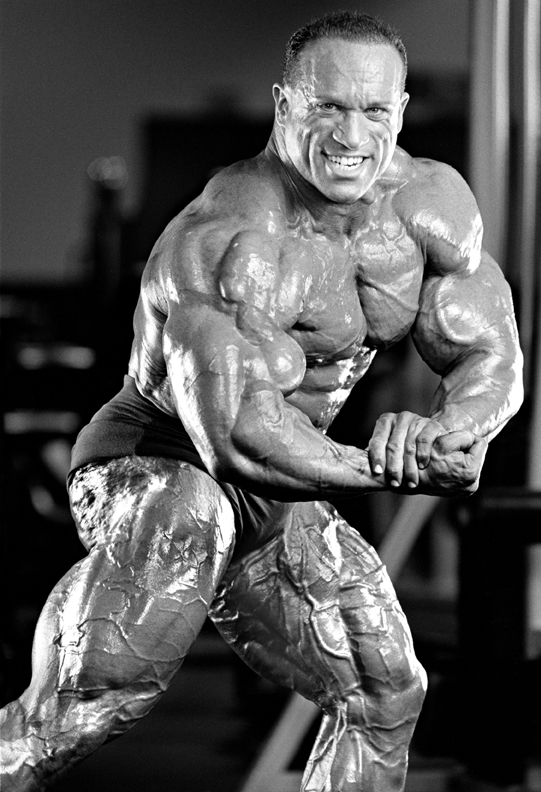
Palumbo podczas sesji zdjęciowej

  - Natural Championships − federacja NPC – VI m-ce
- 1992:
  - NJ Suburban Bodybuilding Championships − fed. NPC – V m-ce
  - Natural Tri State Championships – I m-ce
  - Eastern USA Championships − fed. NPC – III m-ce
  - Westchester Championships − fed. NPC – II m-ce
- 1994:
  - NY Metropolitan BB Champs − fed. NPC – I m-ce
  - Suburban BB Champs − fed. NPC – II m-ce
  - Junior USA − fed. NPC, kategoria ciężka – III m-ce
  - Amateur Grand Prix – I m-ce
- 1995:
  - Junior Nationals − fed. NPC, kat. ciężka – I m-ce
  - USA Championships − fed. NPC, kat. ciężka – VII m-ce
- 1996:
  - USA Championships − fed. NPC, kat. ciężka – VII m-ce
  - National Championships − fed. NPC, kat. ciężka – IV m-ce
- 1997:
  - USA Championships − fed. NPC, kat. ciężka – VI m-ce
  - National Championships − fed. NPC, kat. ciężka – V m-ce
- 1998:
  - North American Championships − fed. IFBB, kat. ciężka – VI m-ce
  - National Championships − fed. NPC, kat. superciężka – VIII m-ce
- 1999:
  - Massachusetts Championships − fed. NPC, kat. lekkociężka − IV m-ce
  - USA Championships − fed. NPC, kat. superciężka – IX m-ce
- 2000:
  - New York Metro Championships − fed. NPC, kat. superciężka − I m-ce
  - New York Metro Championships − fed. NPC − całkowity zwycięzca
  - USA Championships − fed. NPC, kat. superciężka – IV m-ce
  - National Championships − fed. NPC, kat. superciężka – VIII m-ce
- 2001:
  - USA Championships − fed. NPC, kat. superciężka – VII m-ce
  - North American Championships − fed. IFBB, kat. superciężka – V m-ce
- 2002:
  - USA Championships − kat. NPC, kat. superciężka – III m-ce
  - National Championships − fed. NPC, kat. superciężka – II m-ce
- 2003:
  - USA Championships − fed. NPC, kat. superciężka – II m-ce
  - National Championships − fed. NPC, kat. superciężka – VI m-ce
- 2004:
  - USA Championships − fed. NPC, kat. superciężka – VI m-ce
- obecność na okładkach czasopism Muscular Development (październik 2006) i Peak Training Journal (marzec 1999)